# Ornithoica turdi
Ornithoica turdi är en tvåvingeart som först beskrevs av Pierre André Latreille 1811.  Ornithoica turdi ingår i släktet Ornithoica och familjen lusflugor. Arten är reproducerande i Sverige. Inga underarter finns listade i Catalogue of Life.